# Amt Böklund

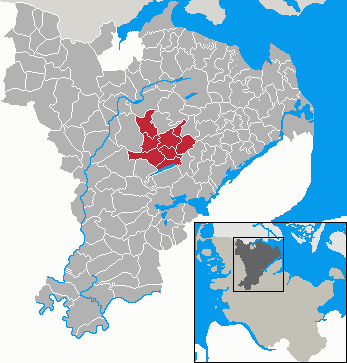
Lage des ehem. Amtes Böklund im Kreis Schleswig-Flensburg

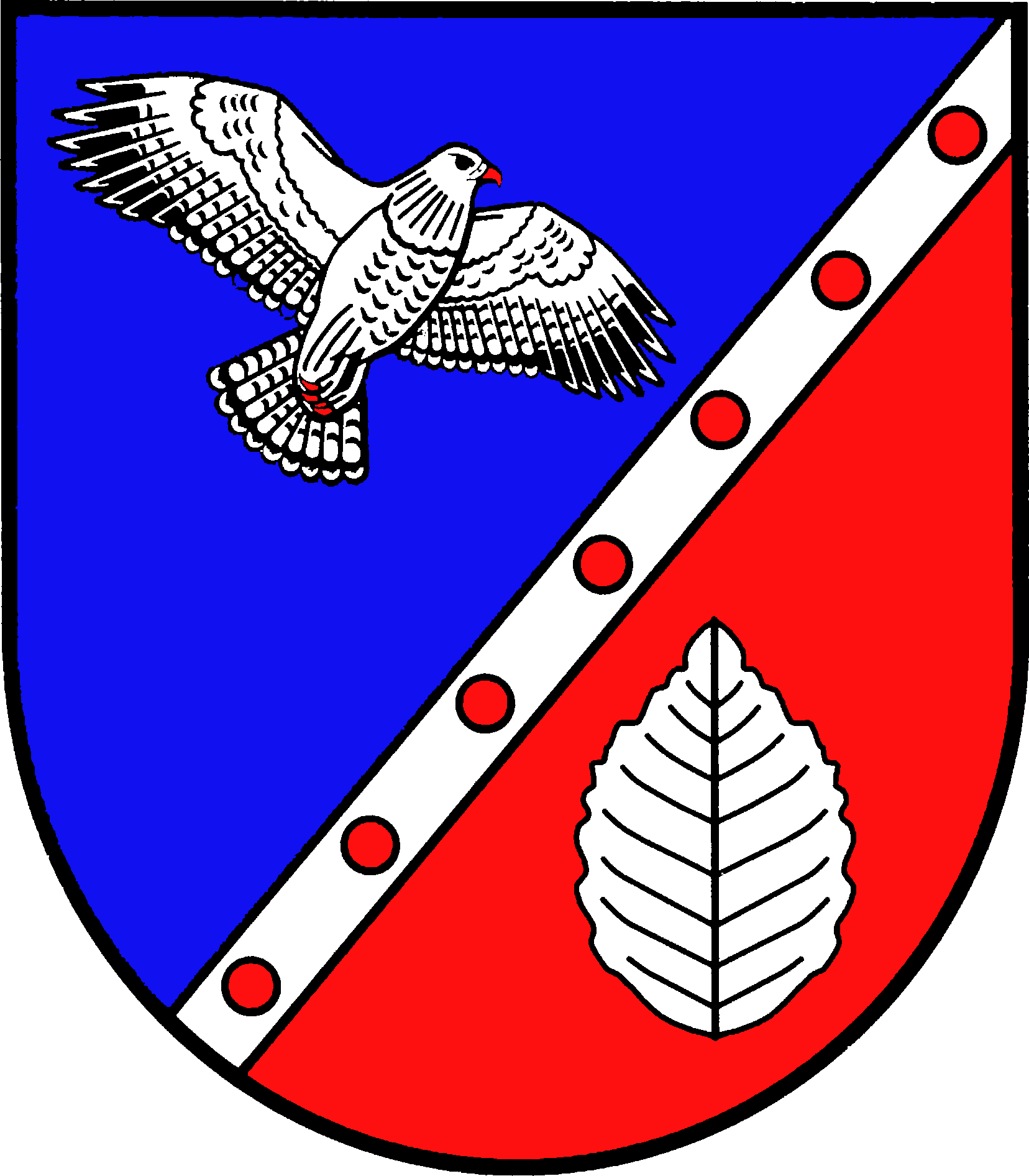
Wappen des ehem. Amtes Böklund

Das Amt Böklund war ein Amt im Kreis Schleswig-Flensburg in Schleswig-Holstein. Es wurde am 1. April 1970 gegründet und bestand aus den sieben Gemeinden Böklund, Havetoft, Klappholz, Stolk, Struxdorf, Süderfahrenstedt und Uelsby. Das Amt hatte zuletzt etwa 5500 Einwohner und eine Fläche von knapp 80 km². Der Sitz der Verwaltung war in Böklund.
Am 1. Januar 2007 schloss sich das Amt im Zuge der schleswig-holsteinischen Verwaltungsstrukturreform mit dem Amt Tolk und den Gemeinden Idstedt und Neuberend aus dem Amt Schuby zum Amt Südangeln zusammen.

## Wappen
Blasonierung: „Von Blau und Rot durch einen silbernen mit sieben roten Perlen belegten Schräglinksbalken geteilt, oben ein leicht schräg gestellter auffliegender rot bewehrter silberner Mäusebussard, unten ein aufrechtes silbernes Rotbuchenblatt.“